# Anton Jerzabek

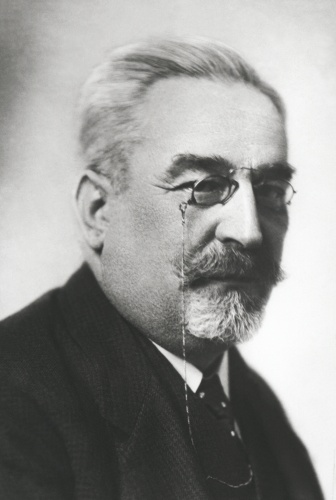
Anton Jerzabek

Anton Jerzabek (* 28. April 1867 in Wien; † 26. März 1939 ebenda) war ein österreichischer Politiker (CS) und Wegbereiter des Antisemitismus.

## Leben
Nach dem Besuch der Volksschule und des Gymnasiums studierte Jerzabek an der Universität Wien Medizin. Während seines Studiums wurde er 1887 Mitglied der Wiener akademischen Burschenschaft Olympia. Er diente danach als Regimentsarzt und Oberstadtarzt in Wien. Am Ersten Weltkrieg nahm er als Sanitätsarzt teil und schrieb auch das zu seiner Zeit hochgelobte Werk Sanitätshilfsdienst und Samariterwesen.
1911 saß Jerzabek kurzzeitig als Abgeordneter im Reichsrat (XII. Legislaturperiode), ehe er von 1918 bis 1919 in die Provisorische Nationalversammlung entsandt wurde. 1920 nahm Jerzabek ein Mandat seiner Partei zum Nationalrat an, dem er bis 1930 angehören sollte (I., II. und III. Gesetzgebungsperiode).

## Antisemitenbund
Anton Jerzabek war Vertreter des rechten Flügels innerhalb der CS und galt als einer der Wegbereiter des Antisemitismus in Österreich. 1919 gründete er den Antisemitenbund, eine Gruppierung, in der überparteilich jeder Aufnahme fand, der gegen das „Erstarken der Juden“ in Europa auftrat. Dieser war bald unter anderem mit der Gruppe Verband gegen die Überhebung des Judentums in Berlin und dem Verein der Erwachenden Ungarn in Budapest vernetzt, ebenfalls antisemitische Gruppierungen. Weitere Gesinnungsgruppen wurden auch in der Tschechoslowakei gefunden. Im März 1921 organisierte Jerzabek ein Treffen von Antisemiten aus Österreich, Deutschland und Ungarn in Wien. Wenn man den internen Aufzeichnungen des sogenannten Antisemitentages Glauben schenkt, sollen 14.000 Delegierte erschienen sein; allerdings konnte der Festsaal der Wiener Bäckergenossenschaft, in dem die Gruppe tagte, knapp 70 Personen aufnehmen. Anton Jerzabek war der Eröffnungsredner. Dessen Diktion ließ keinen Zweifel an seiner Gesinnung aufkommen:

„Nur der Kräfte lähmenden Zersetzung, die das Deutsche Volk durch das Judengift erfahren hat, verdankt die Entente den Sieg“

Als Delegierter der noch jungen NSDAP war Hermann Esser im Auftrag Adolf Hitlers von München aus angereist. Die Inhalte und Beschlüsse des Antisemitentages wurden in der Gazette Der eiserne Besen publiziert, einer Zeitschrift, die in Inhalt kaum vom später im Deutschen Reich publizierten Der Stürmer von Julius Streicher zu unterscheiden war.
Am Abend des 13. März 1921 kam es in Wien zu den ersten antisemitischen Ausschreitungen, die rund zweieinhalb Stunden dauerten. Dabei wurden vom Mob Juden hinaus-Rufe skandiert, und jüdische Geschäfte beschädigt. Nur die Polizei konnte das Eindringen der Menge in den von überwiegend Juden bewohnten Wiener Stadtbezirk Leopoldstadt verhindern.